# Минк (озеро, Орегон)
Минк (англ. Mink Lake) — озеро естественного происхождения в штате Орегон, находящееся на высоте 1500 м на Каскадном хребте. Второе по величине озеро в Орегоне, занимающее площадь 56 га. Рядом с озером проходит маршрут тихоокеанского хребта, а также рядом с Минком расположены кемпенги. Также озеро считается одним из самых чистых озер в Орегоне, с присвоенным статусом ультраолиготрофное.

## Биология
В озере водится радужная форель и лосось Кларка.